# Giulio Cesare Sacchetti

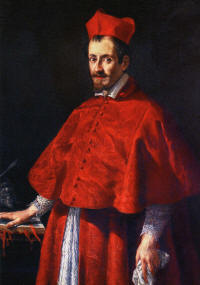
Kardinal Giulio Sacchetti (Gemälde von Pietro da Cortona, um 1626)

Giulio Cesare Sacchetti (* 17. Dezember 1587 in Rom; † 28. Juni 1663 ebenda) war ein italienischer Kurienkardinal der Römischen Kirche.

## Leben
Giulio Cesare Sacchetti war der Sohn von Giovanni Battista Sacchetti und dessen Ehefrau Francesca Altoviti, seine Eltern stammten aus florentinischen Patrizierfamilien. Er wurde am 28. Dezember 1587 in der Kirche San Giovanni dei Fiorentini in Rom getauft. Sacchetti besuchte die Universitäten in Perugia und in Pisa, wo er einen Doktorgrad in Rechtswissenschaften erlangte. Unter Papst Paul V. wurde er Päpstlicher Hausprälat und Sekretär der Konzilskongregation. 1622 findet er sich als Referendar an den Gerichtshöfen der Apostolischen Signatur. Die Priesterweihe empfing er am 18. November 1623 in der Palastkapelle des Kardinals Ottavio Bandini durch Pietro Dini, den Erzbischof von Fermo.
Bereits am 4. Dezember 1623 wurde Giulio Cesare Sacchetti zum Bischof von Gravina erwählt, wozu er einen Dispens benötigte, da er die Priesterweihe noch keine sechs Monate zuvor empfangen hatte. Die Bischofsweihe spendete ihm Kardinal Agustín Spínola Basadone, Bischof von Tortosa, am 10. Dezember 1623 in der römischen Kirche San Giacomo degli Spagnoli; Mitkonsekratoren waren Ottavio Accoramboni, Erzbischof von Urbino, und Diego Merino, Bischof von Montepeloso. Vom 27. Januar 1624 bis 1626 war Giulio Cesare Sacchetti Nuntius in Spanien.
Im Konsistorium vom 19. Januar 1626 erhob Papst Urban VIII. ihn zum Kardinal und ernannte ihn zum Kardinalpriester. Am 16. (oder 17.) März 1626 wurde Giulio Cesare Sacchetti auf den Bischofssitz von Fano transferiert, dieses Bischofsamt gab er vor dem 16. September 1635 auf. Den Kardinalshut und die Titelkirche Santa Susanna empfing er am 2. Dezember 1626. Vom 8. März 1627 bis Mai 1630 war er Legat in Ferrara. Ferner war er Legat in Bologna vom 20. April 1637 bis zum 30. Mai 1640. Am 22. Juni 1640 wurde er Präfekt der Gerichtshöfe der Apostolischen Signatur und vom 7. Januar 1641 bis zum 13. Januar 1642 war er Kämmerer des Heiligen Kardinalskollegiums. Giulio Cesare Sacchetti nahm am Konklave 1644 teil, das Papst Innozenz X. wählte; während des Konklaves sprach Kardinal Gil Carrillo de Albornoz für das Königreich Spanien die Exklusive gegen die Wahl von Kardinal Sacchetti zum Papst aus. Am 29. April 1652 wechselte Giulio Cesare Sacchetti zur Titelkirche Santa Maria in Trastevere. Er wurde am 23. September 1652 zum Kardinalbischof erhoben und erhielt das suburbikarische Bistum Frascati. Auch am Konklave 1655 nahm er teil, als Alexander VII. zum Papst gewählt wurde, wiederum wurde seine eigene Wahl durch die Exklusive der Spanier verhindert. Am 1. Juni 1655 wurde er Präfekt der Ritenkongregation, was er bis zu seinem Tode blieb. Am 11. Oktober 1655 wechselte er auf den suburbikarischen Bischofssitz von Sabina. Schließlich wurde er am 28. Juli 1661 Präfekt der Konzilskongregation, auch dieses Amt bekleidete er bis zu seinem Tod.
Giulio Cesare Sacchetti starb am 28. Juni 1663 in Rom und wurde in der Kirche San Giovanni dei Fiorentini beigesetzt.
Sein Neffe Urbano Sacchetti wurde 1681 ebenfalls Kardinal.